# عقد لمفية خلف الأبهر
العُقَدُ اللِّمْفِيَّةُ خَلْفَ الأَبْهَر أو عقد لمفية خلف أبهرية (بالإنجليزية: Retroaortic lymph nodes)‏، تقع العقد اللمفية أسفل الصهريج الكيلوسي وعلى جسم الفقرة القطنية الثالثة والرابعة.
تتلقى الأوعية اللمفية من العقد اللمفية أمام الأبهر والعقد اللمفية المجاورة الأورطي، بينما تنتهي أوعية العُقد الصادرة في الصهريج الكيلوسي.

## الروابط الخارجية
- تشريح دارتموث figures/chapter_30/30-3.HTM